# Siergiej Trofimienko
Siergiej Gieorgijewicz Trofimienko (ros. Сергей Георгиевич Трофименко, ur. 10 września?/22 września 1899 w Briańsku, zm. 16 października 1953 w Moskwie) – radziecki dowódca wojskowy, generał pułkownik, Bohater Związku Radzieckiego (1944).

## Życiorys
Skończył szkołę średnią i dwuklasową szkołę kolejową, pracował w warsztacie parowozowym, 1917 roku brał udział w wydarzeniach rewolucyjnych w Briańsku. W 1918 roku został członkiem RKP(b), był jednym z organizatorów komórki Komsomołu. W 1919 wstąpił do Armii Czerwonej, uczestniczył w wojnie domowej jako szeregowiec, dowódca plutonu i pomocnik naczelnika komendy pułku piechoty w 41 Dywizji Piechoty 14 Armii, walczył na Froncie Południowym, Południowo-Zachodnim i Zachodnim z wojskami Denikina i Petlury i w wojnie z Polską. Od września 1923 do lutego 1924 roku był naczelnikiem komendy, a od lutego 1924 do września 1926 roku wojenkomem 132 Donieckiego Pułku Piechoty 44 Dywizji Piechoty Ukraińskiego Okręgu Wojskowego. W 1926 roku ukończył kursy "Wystrieł", w 1932 Akademię Wojskową im. Frunzego, a w 1937 Akademię Sztabu Generalnego. Od września 1926 do maja 1932 był dowódcą batalionu piechoty 7 Kaukaskiego Pułku 45 Dywizji Piechoty w Ukraińskim Okręgu Wojskowym, od maja 1932 do grudnia 1935 szefem sztabu 61 Dywizji Piechoty Nadwołżańskiego Okręgu Wojskowego, od grudnia 1935 do czerwca 1937 roku szefem Wydziału 1 (Operacyjnego) Sztabu Nadwołżańskiego, a od czerwca 1937 do lipca 1938 roku Kijowskiego Okręgu Wojskowego. Od lipca 1937 do września 1939 roku był szefem sztabu Żytomierskiej Armijnej Grupy Wojsk, potem 5 Armii Kijowskiego Specjalnego Okręgu Wojskowego, we wrześniu 1939 roku brał udział w agresji ZSRR na Polskę, następnie jako zastępca szefa sztabu 7 Armii uczestniczył w wojnie z Finlandią 1939–1940.
Od sierpnia 1940 do stycznia 1941 roku był szefem sztabu Północnokaukaskiego Okręgu Wojskowego, następnie dowódcą Środkowoazjatyckiego Okręgu Wojskowego, od sierpnia do października 1941 dowódcą 53 Armii, w grudniu 1941 roku został skierowany na front jako dowódca Miedwieżjegorskiej Grupy Operacyjnej działającej na Froncie Karelskim (1941-1942). Od marca do czerwca 1942 dowodził 32 Armią, od lipca 1942 do stycznia 1943 roku dowodził 7 Armią Frontu Karelskiego, od stycznia 1943 do końca wojny dowodził 27 Armią Frontu Północno-Zachodniego/Stepowego/Woroneskiego, 1, 2 i 3 Ukraińskiego. Na czele armii uczestniczył w walkach w Karelii, w operacji diemiańskiej, bitwie pod Kurskiem, operacji biełgorodzko-charkowskiej, wyzwoleniu Ukrainy, operacji jasko-kiszyniowskiej, debreczyńskiej, budapeszteńskiej, balatońskiej i wiedeńskiej. Po wojnie, w latach 1945–1946 był dowódcą wojsk Tbiliskiego Okręgu Wojskowego, 1946–1949 Białoruskiego Okręgu Wojskowego, a 1949–1953 Północnokaukaskiego Okręgu Wojskowego, w 1949 roku ukończył Wyższe Kursy Akademickie przy Wyższej Akademii Wojskowej im. Woroszyłowa. Był deputowanym do Rady Najwyższej ZSRR 2 i 3 kadencji (1946-1953). Został pochowany na Cmentarzu Nowodziewiczym. Jego imieniem nazwano ulicę w Briańsku.

## Awanse
- Kombrig (4 listopada 1939)
- Generał major (4 czerwca 1940)
- Generał porucznik (13 czerwca 1942)
- Generał pułkownik (13 września 1944)

## Odznaczenia
- Złota Gwiazda Bohatera Związku Radzieckiego (13 września 1944)
- Order Lenina (czterokrotnie)
- Order Czerwonego Sztandaru (trzykrotnie)
- Order Suworowa I klasy (dwukrotnie - 17 maja 1943 i 28 kwietnia 1945)
- Order Bohdana Chmielnickiego I klasy (24 kwietnia 1944)